# 1421 Esperanto
1421 Esperanto eller 1936 FQ är en asteroid upptäckt 18 mars 1936 av den finske astronomen Yrjö Väisälä vid Storheikkilä observatorium. Asteroiden har fått sitt namn efter språket Esperanto som konstruerades av Ludwig Zamenhof som ett gemensamt språk för mänskligheten.
Ockultationer av stjärnor har observerats.